# Đại học Công nghệ Rajamangala
Đại học Công nghệ Rajamangala (tiếng Thái: มหาวิทยาลัยเทคโนโลยีราชมงคล), RMUT, là một hệ thống 9 trường đại học ở Thái Lan giảng dạy đại học. Hệ thống này đã được nâng lên thành đại học năm 2005. Trước thời gian đó nó được gọi là Viện Công nghệ Rajamangala (สถาบันเทคโนโลยีราชมงคล).

## Các trường đại học
Danh sách các trường đại học thuộc Hệ thống Đại học Công nghệ Rajamangala:
1. Đại học Công nghệ Rajamangala tại Thanyaburi (RMUTT), Amphoe Thanyaburi, tỉnh Pathum Thani
2. Đại học Công nghệ Rajamangala tại Krungthep (RMUTK), 2 campus
3. Đại học Công nghệ Rajamangala tại Phra Nakhon (RMUTP), 5 campus
4. Đại học Công nghệ Rajamangala tại Ratanakosin (RMUTR), 4 campus
5. Đại học Công nghệ Rajamangala tại Lanna (RMUTL), 6 campus
6. Đại học Công nghệ Rajamangala tại Srivijaya (RMUTSV), 5 campus
7. Đại học Công nghệ Rajamangala tại Isan (RMUTI), 6 campus
8. Đại học Công nghệ Rajamangala tại Suvanabhumi (RMUTSB), 4 campus
9. Đại học Công nghệ Rajamangala tại Tawanok (RMUTTO), 5 campus